# Fito Páez
Rodolfo Páez Ávalos, més conegut com a Fito Páez   (Rosario, 13 de març de 1963), és un músic, compositor, pianista, director de cinema i cantant argentí. Integrant de l’anomenada trova rosarina, és conegut com el «trovador del rock argentí» i és considerat un dels més importants exponents del rock de l'Argentina i de tota Llatinoamèrica. Amb més de 40 anys de trajectòria solista, la seva obra musical està composta per 28 àlbums d'estudi, 1 maxisenzill, 4 àlbums en directe, 3 DVD, 12 àlbums recopilatoris i nombroses col·laboracions al costat de destacats artistes internacionals.
A més de la seva carrera com a músic, ha provat com a cineasta, guionista i novel·lista.
Després d'una primera etapa contracultural aclamada per la crítica, l'artista va aconseguir el seu definitiu èxit internacional en els anys noranta quan va publicar els àlbums El amor después del amor (1992), Circo Beat (1994) i Abre (1999), que es van convertir en grans èxits comercials, venent més d'un milió de còpies només amb el primer. Durant el segueixo XXI ha llançat més de 20 àlbums que ho han consolidat com un dels artistes més importants del rock en espanyol.
Ha aconseguit una gran quantitat de reconeixements, entre els quals destaquen el Grammy al «Millor àlbum llatí de rock o alternatiu» aconseguit en 2021 pel seu disc La conquista del espacio. A més vuit premis Grammy Latinos. Els dos primers els conquista l'any 2000 com a «millor cantant masculí de rock» pel seu àlbum Abre (1999) i «Al lado del camino» com a millor cançó de rock. Entre 2007 i 2009 va rebre tres Grammy consecutius i en categories diferents: «millor àlbum de rock vocal», per El mundo cabe en una canción, «millor àlbum de cantautor de l'any» per Rodolfo i millor àlbum vocal pop masculí, pel seu disc No sé si es Baires o Madrid. També la Fundación Konex li va atorgar el 1995 el Premi Konex de Platí om a «millor compositor de rock de la dècada a l'Argentina». Després, en 2005, va obtenir el Premi Konex - Diploma al Mèrit com un dels «cinc millors compositors de rock de la dècada», i ho va obtenir novament en 2015, aquesta vegada en la disciplina «millor solista masculí de pop», a més, en 2018 va aconseguir un altre Latin Grammy per la categoria «millor cançó de rock» per la seva cançó Tu vida, mi vida, del seu treball La ciudad liberada. El 2020 torna a obtenir dos nous premis Grammy Latinos com a «Millor àlbum pop/rock de l'any» per La conquista del espacio i com a «Millor cançó pop/rock de l'any» per  "La canción de las bestias".
Com a reconeixement a l'acompliment de l'artista durant la dècada de 1990, el poeta i assagista argentí Mariano Torrent l’ha situat en el posat núm. 1 del seu llistat dels vint millors músics llatins d'aquest període.

## Biografia

### Infància (1963-1975)
És fill de Margarita Zulema Ávalos (pianista concertista, professora d'aritmètica i àlgebra) i de Rodolfo Páez (empleat administratiu de la municipalitat). Quan Páez tenia vuit mesos, va morir la seva mare Margarita després de patir un càncer de fetge, per la qual cosa la seva criança va quedar en mans del seu pare i de la seva àvia paterna.
Als 12 anys ja lluïa ulleres per a contrarestar la miopia. El seu aprenentatge musical del piano comença amb classes particulars de la senyora Bustos, posteriorment acudeix a l'Institut Scarafía, on es familiaritza amb els mètodes i tècniques d'aprenentatge de Hanón i Carl Czerny (usats tradicionalment en l'aprenentatge de piano clàssic), sota la tutoria del professor Domingo Scarafia, nascut en Josefina (Província de Santa Fe) que havia estat professor de la seva mare. Com se li dificultava la lectura de partitures, treia «d'oïda» les obres que tocava el seu mestre. Però quan les obres clàssiques que havia d'executar es van fer més complexes, el professor es va adonar que no podia llegir les partitures i el va fer fora. Va abandonar l'aprenentatge formal i es va endinsaren la moguda underground de la seva ciutat natal, on el seu talent natural va començar a notar-se molt aviat.

### Inicis musicals (1975-1980)
La seva primera formació data de l'escola primària: va formar un trio de folklore, on tocava un bombo que el seu pare li havia regalat. La seva primera experiència en una banda de rock va ser assegut al piano i acompanyat per Ricardo Vilaseca i Patricio Prieto en guitarres acústiques. Tocaven temes de Sui Géneris al pati de l'escola.
En 1979 va formar Neolalia (‘nou idioma’) al costat de companys del col·legi Dante Alighieri i amics del barri. Només van arribar a fer dues presentacions en viu. Després formaria grups com Sueñosía, al costat de Fabián Gallardo, Gno el Bizarro, Graf, i Arcana; experiències molt curtes que no van culminar en la gravació de cap disc.
En 1980 va formar Staff, el major assoliment del qual va ser guanyar el primer premi del concurs de música progressiva, que comptava entre el jurat al músic Juan Carlos Baglietto.
Més tard li van proposar unir-se a El Banquete, integrat a més per
Rubén Goldín,
Silvina Garré,
Daniel Tuerto Wirzt,
Sergio Sainz y
José Zappo Aguilera.
Paral·lelament a això també va formar part del grup Acalanto, un conjunt de folklore amb el guitarrista Pichi de Benedictis.

### La trova rosarina i el seu treball amb Charly García (1981-1985)
A inicis dels anys '80, Fito es va incorporar al moviment musical argentí conegut com trova rosarina, iniciant la seva carrera. Entre els trobadors rosarinos es trobaven Juan Carlos Baglietto, Silvina Garré, Adrián Abonizio, Jorge Fandermole i el propi Fito.
En 1981 Juan Carlos Baglietto, que realitzava presentacions a l'una del grup Acalanto, el va incloure com tecladista i com arreglador (al costat de Rubén Goldín) en la seva banda, amb la qual van ser convidats a un megarrecital organitzat per la revista Humor a l‘Estadi Obras Sanitarias, en repudi a l'arribada de Frank Sinatra a l'Argentina.
El 1982, Baglietto signatura amb la companyia discogràfica EMI i graven el disc Tiempos difíciles, on la meitat de les cançons van ser compostes per Páez i van tenir un èxit important.
El disc va ser presentat durant la guerra de les Malvines a l’Estadi Obras Sanitarias el 14 de maig de 1982, en un recital històric que es considera com el moment fundador de la Trova rosarina.
Aquest mateix any (1982) Baglietto va publicar l'àlbum Actuar para vivir, on Fito Páez va participar en els teclats i va compondre quatre de les deu cançons, entre elles la que va donar nom al disc. Aquest treball va ser presentat en viu al Teatro Astral.
En 1983 participa en el tercer disc de Baglietto aportant dos temes: «Tratando de crecer» i «Un loco en la calesita». La seva última participació amb la banda de Baglietto seria en 1985 amb el disc Modelo para armar, aportant el tema que tanca l'àlbum: «Las cosas tienen movimiento».
De l'època amb Baglietto es destaquen una sèrie de recitals a Rosario (Festival Rock Rosario 83) i a Buenos Aires (Estadi Obras Sanitarias).
Paral·lelament ―i a causa de l'allunyament d’Andrés Calamaro―, Fito Páez es va incorporar a la banda de Charly García, recomanat per Jorge Lonch, per la gira del disc Clics modernos el 1983. Posteriorment va participar de la gravació del disc Piano bar (1984). Allí coneix a qui seria la seva parella fins a 1990, Fabiana Cantilo, que era corista de la banda.

## Carrera com a solista (1983-present)

Fito Páez el 1985

### Del 63', Giros y Lalalá (1983-1986)
En 1984, va signar un contracte de cinc anys amb la discogràfica EMI i edita el seu primer LP anomenat Del 63 després de dos mesos de treball en els estudis Panda del barri de Floresta a Buenos Aires. D'aquest treball destaquen els temes «Del 63», «Tres agujas» i «La rumba del piano».
Entre 1984 i 1985 va gravar l'àlbum Giros, un àlbum de gran repercussió, a través del qual aconsegueix el reconeixement a l'Argentina. Destaquen els temes «Giros», «Yo vengo a ofrecer mi corazón», «11 y 6», i «Cable a tierra». Aquest disc marca la consolidació de l'artista, amb lletres efectives i un so nou. La veu de Fito Páez, conjuminada a la varietat rítmica dels temes, van generar una amalgama melòdica que va ser molt comentada per la premsa i va obtenir gran acceptació del públic. Aquest treball va ser presentat al Luna Park, en La Falda i finalment en Rosario a benefici dels afectats per les inundacions d'aquest any.
Al març de 1986 va gravar a Rio de Janeiro (Brasil) el maxisenzill Corazón clandestino, un disc que conté tres cançons que compta amb la col·laboració de Caetano Veloso en la cançó «La rumba del piano», que van gravar en portuguès.
Durant 1986 va tocar intermitentment amb la seva banda i amb Charly García i Las Ligas.
Entre agost i octubre de 1986 va gravar al costat de Luis Alberto Spinetta l'àlbum La la la en els estudis ION (de Buenos Aires). D'aquest àlbum és la coneguda cançó d'aire litoraleny «Parte del aire», composta en morir el seu pare, on imagina la trobada post mortem amb la seva mare ("per la via làctia es trobaran en algun planeta, en algun lloc"). Les presentacions en viu realitzen a l'Estadi Obras Sanitarias i a Santiago de Xile.
En aquest mateix any, es va presentar amb la seva banda a Lima (Perú), en el marc de la Setmana d'Integració Cultural Llatinoamericana, i al Festival de Varadero (Cuba).
El 7 de novembre de 1986, mentre Fito es trobava de gira a Rio de Janeiro, Delma Zulema Ramírez de Páez (àvia de Fito), Josefa Páez (bestia) i Fermina Godoy (empleada de les àvies, embarassada) van ser brutalment assassinades. L'any anterior havia mort el pare. En el crim de les àvies, es va inculpar a tothom, a l'espòs de l'empleada, als oncles de Fito, i a Fito mateix.

### Ciudad de pobres corazones, Ey! i Tercer Mundo (1986-1991)
Posteriorment es va determinar que el fet va ser consumat per un frustrat baixista: Walter De Giusti (1962-1998), qui residia en Rosario i coneixia a les víctimes. El fet va provocar un alt impacte en el músic. Fabiana Cantilo, veient la deterioració emocional de l'artista, el va obligar un dia a aixecar-se del llit per a anar a l'estudi de gravació. És allí on va compondre la cançó «Ciudad de pobres corazones».
Ciudad de pobres corazones es va publicar en 1987 i és considerat el més visceral de la seva carrera. És un àlbum rabiós i violent, que estremeix per la seva cruesa. Entre les cançons que s'aparten de la temàtica principal estan Gente sin swing», «Ámbar violeta» i «Dando vueltas en el aire». Hi ha tres cançons on es destaca la participació de Fabiana Cantilo en les veus: «Nada más preciado para mí», «Bailando hasta que se vaya la noche» i «Track Track». La resta dels temes estan marcats per la foscor i la tragèdia, però tenen un cert accent poètic i bons arranjaments.
L'àlbum constitueix un retrat dels sentiments que embarguen al músic i un descens als inferns sense menyscapte de la qualitat artística, amb lletres que representen petits retrats socials i on l'artista manté varietat d'estils rítmics.
El seu últim àlbum amb la discogràfica EMI Music va ser Ey!, de 1988. El disc va ser compost, arreglat i produït per Fito Páez. Es va gravar entre Buenos Aires, Nova York i l'Havana i en la producció d'estudi torna aparèixer Tweety González. Cançons com «Polaroid de locura ordinaria» (que es va convertir en un altre himne del seu repertori), «Solo los chicos», «Dame un talismán», «Lejos en Berlín» i «Tatuaje falso» van obtenir l'aprovació dels seguidors del músic i part de la crítica especialitzada.
L'estil d'aquest àlbum és completament inclassificable: encara hi ha ràbia continguda i indicis de claredat absoluta; aconseguint-se una mescla entre cançons roqueres i les que destil·len cadències llatines molt emparentades als ritmes del Carib com és el cas de «Por siete vidas (Cacería)» on participa, en la secció de vents, el grup Afrocuba.
Ey! va ser presentat en viu, en diferents llocs amb la mateixa banda que va gravar el disc, acompanyat en cors per Fabiana Cantilo, a qui va dedicar l'àlbum.
Aquell 1988 va tancar amb la formació d'un duo al costat de Guillermo Vadalá que es va dir Chapa y Pintura, amb el qual interpretaven aquelles cançons que no encaixaven en el projecte solista de Páez, incloent tangos, folklore, temes desconeguts d'altres artistes argentins i fins alguns de The Beatles.
En 1990, Fito Páez va confrontar problemes per a la publicació del que seria el seu nou material discogràfic. La companyia discogràfica EMI, en el seu moment es negava a publicar-li el seu nou treball perquè ho considerava poc comercial per als estàndards bàsics de l'empresa.
Sense segell discogràfic i sense diners per a pagar els deutes, en una època on Argentina presentava una alta inflació, Páez va rebre la notícia que Fabián Gallardo ―exguitarrista de la seva banda i amic de la infància― havia estat nomenat productor artístic de WEA (Warner Music Group). Gallardo li va oferir contracte amb aquesta empresa i va editar i va publicar l'àlbum Tercer mundo el 1990. Per a sorpresa de Páez, qui havia marxat a Europa amb la intenció de radicar-se allí, l'àlbum va ser tot un èxit, arribant a ser disc d'or al seu país.
En aquest mateix any Páez produeix el disc Algo mejor de Fabiana Cantilo, el més reeixit de la carrera de la cantant.

### El amor después del amor, Circo Beat i Euforia (1992-1998)
El amor después del amor, editat en 1992, marca la consagració definitiva del cantant rosarino.
La lletra i la música dels 14 temes són de Fito Páez. Aquest treball, va convocar a artistes de la talla de Mercedes Sosa, Andrés Calamaro, Charly García, Gustavo Cerati, Luis Alberto Spinetta, Fabiana Cantilo, Celeste Carballo, Claudia Puyó i Ariel Rot, marcant un dels cims en la carrera de l'artista. A més compta amb un equip de productors com Carlos Narea, Fernando Moya i Alejandro Avalis; amb Nigel Walker al capdavant de l'equip de tècnics de gravació i mescles.
Entre les cançons més representatives del disc es poden esmentar aquelles de tall roquer i optimista: «El amor después del amor», «Brillante sobre el mic», «Dos días en la vida», «A rodar mi vida» i «La rueda mágica»; aquesta última dona el nom de l'extensa gira 1992-1993: La Rueda Mágica Tour.
Existeix un segon grup de cançons de caràcter intimista: «Un vestido y un amor» (reversionat per altres artistes de renom internacional com Caetano Veloso i Mercedes Sosa), «Pétalo de sal», cantat amb Luis Alberto Spinetta, «Tumbas de la Gloria» i «Balada de Donna Helena» (composta originalment per al disc Tercer mundo). Menció especial per la cançó «Detrás del muro de los lamentos» gravada al costat de Mercedes Sosa amb un fort accent folclòric i «Dos días en la vida», basada en la pel·lícula Thelma i Louise, amb Fabiana Cantilo i Celeste Carballo en les veus.
Fito Páez i la seva banda durant tot 1993 van realitzar un total de 120 espectacles, la fi de la gira es produeix en el Estadi Vélez Sarsfield de Buenos Aires, on els dies 24 i 25 d'abril, 84 122 persones van pagar les seves entrades per a presenciar els recitals.
Al desembre Páez va convocar novament a un concert al Estadi Vélez Sarsfield, però aquesta vegada totalment a benefici de UNICEF, deixant en net poc més de mig milió de dòlars per a aquest organisme de Nacions Unides.
Aprofitant l'inusitat èxit obtingut per l'artista, la companyia discogràfica EMI edita en disc compacte els treballs Del 63, Giros, Ciudad de pobres corazones, La la la y Ey!, deixant fora d'aquest llançament el maxi Corazón clandestino. Els diaris Clarín i Página/12 van catalogar a Páez com a «millor solista» i «millor espectacle a Vélez». Va ser nominat per a ser nomenat «ciutadà il·lustre» de la ciutat de Rosario, encara que aquest projecte mai va prosperar entre els edils de la ciutat.
Es calcula que El amor después del amor va vendre més de 750 000 còpies, convertint-se en el disc més venut en la història del rock argentí.
En 1994 Fito Páez va publicar Circo beat, on destaquen «Mariposa tecknicolor», «Soy un hippie», «Tema de Piluso» (en homenatge al còmic Alberto Olmedo), «Lo que el viento nunca se llevó» y «Si Disney despertase». a presentació oficial d'aquest nou treball, es va fer a través de 20 recitals en el teatre Opera, tancant en l'estadi de River Plate, on va convocar a 25 000 espectadors. Va tancar l'any amb un recital gratuït en els Boscos de Palermo, al qual van assistir 50 000 persones.
Després d'un silenci de dos anys, va tornar als estudis de gravació, al costat del cantautor espanyol Joaquín Sabina amb l'àlbum: Enemigos íntimos (1998). El títol és el reflex del complicat que va resultar el procés creatiu, on l'espanyol aportaria la seva fina prosa i Fito s'encarregaria de la part musical. El disc finalment no va comptar amb presentacions en públic ni amb l'esperada gira promocional, a causa d'incompatibilitats artístiques.
En aquesta oportunitat es van cancel·lar més de 70 recitals que tenien venuts i promocionats al voltant del món. L'escàndol va ser major quan Luis Carrillo (que anava a ser el director proposat per Sabina per al vídeo de Delirium tremens) va fer pública una carta que Sabina va escriure a Páez, on en forma de vers, resumia els motius que van determinar el final de la relació laboral entre els artistes: «Urgeix tallar en sec, amb la gira de l'estiu, i el quilombo del vídeo. El rol d’aneguet lleig no em va, t'ho asseguro, i menys el d'home dur, que a tu et costa tan poc».
A nivell artístic, els dos cantants ho cataloguen com una bona feina, que està ple de cançons on l'estil i la veu de Páez aconsegueixen predomini, i entre les quals va destacar «Llueve sobre mojado».

### Abre, Rey Sol i Naturaleza Sangre (1999-2004)

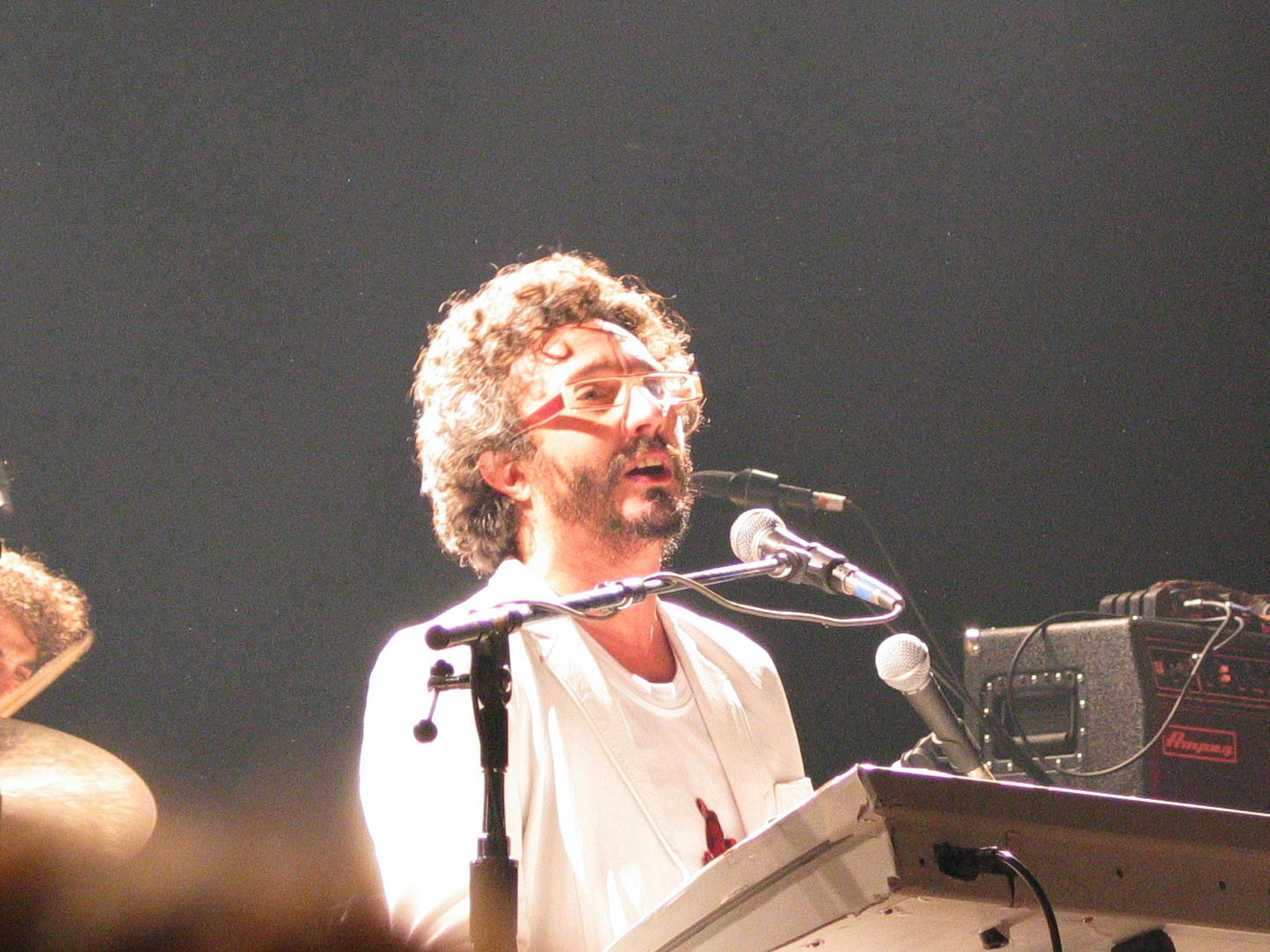
Fito Páez el 2003.

Per la seva destacada discografia, Fito (2n) és considerat com una de les figures més destacades del rock argentí, al costat d'emblemes com Charly García, Andrés Calamaro, Luis Alberto Spinetta i León Gieco. Foto de 1984.

En 1999 va llançar Abre: el primer treball que, amb cançons noves i de manera solista, presentava el rosarino després de Circo beat (1994). L'àlbum, produït per Phil Ramone, cerca situar la veu per sobre dels arranjaments orquestrals.
Arran d'aquest disc, Fito Páez aconsegueix l'any 2000 els seus primers Premis Grammy Llatins:
A raíz de este disco, Fito Páez alcanza en el año 2000 sus primeros premios Grammy Latinos: «millor cantant masculí de rock» i «millor cançó de rock» perAl lado del camino. El disc va ser presentat a través de diversos concerts, sent l'actuació més recordada la que gravés per a l'empresa de TV satel·litària DirecTV i el canal HBO Olé, en conjunt amb Milton Nascimento a l'estadi Luna Park (Buenos Aires).
Al novembre de l'any 2000, Fito Páez va publicar l'àlbum Rey Sol, un trabajo de 13 canciones grabadas en medio de la gira de promoción del disco Abre, producido nuevamente por Phil Ramone, y grabado y mezclado en Miami.
El tall de difusió va ser el tema «El diablo de tu corazón», on a través d'una visió personal i metafòrica acusa la Ciutat de Buenos Aires i els seus habitants de tenir: el diable ficat dins del seu cor. El videoclip dirigit per Eddie Flehner, va presentar a mode d'hipèrbole, imatges urbanes violentes: baralles, destrosses, xocs en les avingudes; amb una visió on mostra la tensió i ràbia que existeix en les relacions humanes quotidianes, per a acabar en escenes de gent besant-se als carrers en el moment en què la lletra del tema planteja: «¿Por qué nos cuesta tanto el amor?».
Aquest disc marca la fi del seu contracte amb Warner Music empresa per a la qual va produir set discos entre 1990 i 2000, convertint-lo en un dels artistes argentins més prolífics de la dècada dels '90.
Al maig de 2003, arran de la separació amb Cecilia Roth en el 2002, va editar Naturaleza sangtr, disc en el torna a l'estètica roquera dels vuitanta, i on apareixen com a artistes convidats: la cantant brasilera Rita Lee, Charly García i Luis Alberto Spinetta.
Aquest àlbum és editat de manera independent per Páez sota el segell propi: Circo Beat-DBN i va ser gravat sels estudis de l'artista a la ciutat de Buenos Aires.
Arran d'aquest treball discogràfic, Páez emprèn el seu retorn als escenaris, sortint de gira per tot el continent americà i Europa amb els músics Guillermo Vadalá (baixista que forma part de la banda de Páez des de 1988), Gonzalo Aloras (guitarra), Sergio Verdinelli (bateria, reemplaçat per Jota Morelli) i Javier Lozano (teclats).
A fins de desembre de 2003 va tancar la festa del 114 aniversari del Club Atlético Rosario Central, del qual és seguidor.
A la fi de 2004, va sortir a la venda Mi vida con ellas, el seu segon àlbum (després d'Euforia) amb gravacions en viu i editat a través del seu segell Circ Beat-DBN. Va ser un disc doble que conté 18 cançons provinents de diferents recitals, que inclou versions i temes de la seva autoria. El nom del disc fa referència a les dones que van compartir la vida amb Páez.

### El mundo cabe en una canción, Rodolfo i Confiá (2005-2011)

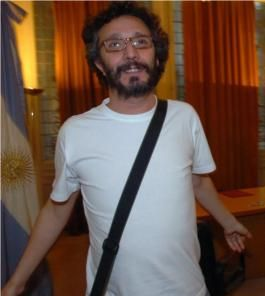
Fito Páez en una visita a la Casa Rosada, 2006.

En 2005, ja amb rumors de separació de la parella Páez-Ricci, que després es confirmarien, va sortir a la venda un nou treball de la mà de la seva productora independent.
Aquest disc porta el nom Moda y pueblo en el qual inclou temes de Lito Nebbia, Luis Alberto Spinetta, Charly García i musicaliza un poema de Federico García Lorca: «Romance de la pena negra»; a més de reversionar temes propis. El disc tanca amb el tema inèdit «Las palabras». El disc compta amb una orquestra de 9 cordes, dirigida per Gerardo Gandini.
En aquest any, va realitzar una col·laboració artística en el disc Bachata entre amigos, del cantautor dominicà Víctor Víctor, amb qui interpreta a duo i a ritme de bachata, la seva cançó Un vestido y un amor.
En 2006, després de gairebé tres anys sense produir temes musicals sota una línia «roquera», va sortir a la venda El mundo cabe en una canción, gravat en el seu estudi Circ Beat (a Buenos Aires), sota el segell Sony/BMG. El disc inclou 11 cançons noves escrites per Páez i marca el seu retorn a una empresa multinacional, després de la seva experiència independent que va abastar, els seus tres discos anteriors.
Eso que llevas ahí va ser el tall de difusió del disc, i el seu vídeo va ser rodat en diferents llocs de la seva ciutat natal. Al gener de 2007 també es va donar a conèixer el vídeo de Enloquecer, en el qual es mostren imatges de la seva última pel·lícula com a director, ¿De quién es el portaligas?, que s'estrenaria, al setembre d'aquest mateix any.
El disc va superar les 20 000 unitats venudes en el dia del seu llançament a l'Argentina i és considerat un àlbum de gran qualitat artística, malgrat algunes crítiques, que van catalogar algunes cançons de pretensioses i pedants. El mundo cabe en una canción va obtenir en la vuitena edició dels premis Grammy Llatins, atorgats a Las Vegas en 2007, el premi al «millor àlbum de rock vocal».
El dissabte 24 de febrer de 2007 va trobar a Páez com el protagonista d'un dels espectacles més importants de Llatinoamèrica, el festival Viña del Mar (en Xile), on va oferir un recital d'una hora, amb un públic que va corejar totes les seves cançons.
Al juliol de 2007 es va embarcar en una nova gira al costat del reconegut cantautor estatunidenc Bon Jovi, amb recitals que es van dur a terme en forma individual als països de Mèxic i Colòmbia, en el marc de tres concerts benèfics amb els fins de recaptar fons per a recuperar espais naturals i impulsar l'activitat social. El 30 d'agost de 2007, es va posar a la venda el disc Rodolfo, en el qual el cantautor argentí acompanyat únicament del piano, compon un total de 12 noves cançons, de les quals dues són instrumentals.
La presentació de Rodolfo es va dur a terme els dies 5, 6 i 7 d'octubre i el 19 i 20 de novembre de 2007 en el Teatre Òpera de Buenos Aires. Amb aquest treball va guanyar un Grammy Llatins com a millor «àlbum de cantautor».
En 2008 va sortir a la venda el seu tercer disc gravat en viu titulat No sé si es Baires o Madrid, on Páez va cantar 15 dels seus temes més representatius. L'àudio es va registrar en el Palau dels Congressos, en Madrid (Espanya). En aquesta presentació apareixen com a convidats els grups espanyols Pereza i Marlango; Pablo Milanés i Ariel Rot. Aquest concert marca el retrobament artístic amb Joaquín Sabina cantat el tema de Sabina: «Contigo», únic tema que no era de la seva autoria.
Després de 6 anys, va tornar a presentar-se en el mític Estadi luna Park de la Ciutat de Buenos Aires, acompanyat per la banda de rock Coki & The Killer Burritos. La presentació va tenir com a invitats a Juanse, Fabiana Cantilo, Carlos Vandera, Gonzalo Aloras i Juan Carlos Baglietto, amb una versió en piano de la seva cançó «La vida es una moneda (Solo se trata de vivir)», de Tiempos difíciles, de Baglietto.
El 29 de juny de 2009, Fito va tancar el festival Rock al parque a Bogotà, Colòmbia en la seva versió número 15. Van concórrer 150 000 persones, la major audiència vista al Festival.
Setmanes després, el dimecres 22 de juliol rep el premi Gardel a la música 2009 en la categoria «millor àlbum artista cançó testimonial i d'autor» per l'àlbum No sé si es Baires o Madrid; ambé va estar nominat en les categories «millor àlbum banda de so de cinema/televisió» per l'àlbum ¿De quién es el portaligas? i «millor DVD» per No sé si es Baires o Madrid.
Al novembre de 2009, Fito Páez va guanyar en els premis Grammy Llatins del 2009 el millor àlbum vocal pop masculí, per No sé si es Baires o Madrid.

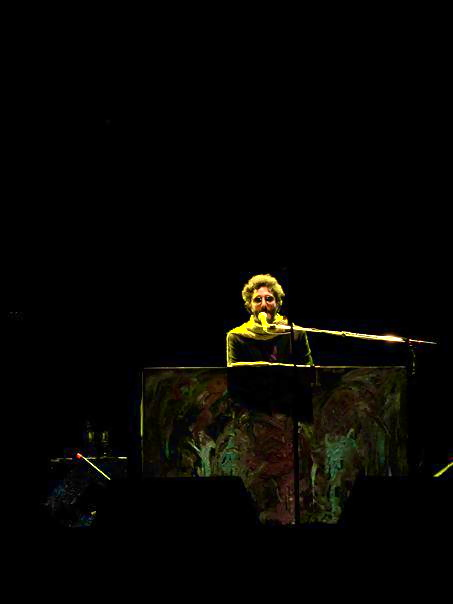
Fito Páez al Festival de las Almas (2010), a Mèxic.

El 16 de març de 2010 es va editar Confiá, grabado entre juliol i desembre de 2009 a Córdoba, Buenos Aires i Río de Janeiro. L'àlbum va comptar amb 12 cançons inèdites i una banda renovada composta per: Aloras i Coki, en guitarres; Eloy Quintana, en baix; Bolsa González, en bateria, i Eduardo Lyra, en percussió. Se'n van gravar tres videoclips: «Tiempo al tiempo», «Confiá» i «London Town». Aquest treball va ser presentat el 7 de maig de 2010 en l'estadi Luna Park, com a part de la gira promocional.
El 25 de maig de 2010, Fito Páez va tancar els actes del Bicentenari de la Revolució de Maig amb un recital de dues hores a l'Obelisco (Buenos Aires) enfront d'una multitud emocionada, calculada en més de dos milions de persones. En 2012 va realitzar en la Santa Fe el seu recital en el bicentenari del primer hissament de la bandera argentina a Rosario
El 6 de novembre del mateix any va celebrar els seus 30 anys de carrera amb un concert a l'Auditori Nacional (Mèxic) en el qual van estar de convidats especials: Armando Manzanero, Quique i Meme (de Café Tacvba), Julieta Venegas i Susana Zabaleta.
A la fi de 2011 Fito Páez va gravar l'àlbum d'estudi Canciones para aliens, el primer treball on no van aparèixer cançons escrites per ell. Es tracta de versions i traduccions de cançons famoses amb la finalitat de ser enviades a l'espai, per a ser escoltades per algú en algun recòndit lloc de l'univers. La producció i els arranjaments van estar a càrrec de Leo Sujatovich. De les 14 cançons, cinc són cantades a duo i entre els autors hispans versionats destaquen: Chico Buarque, Pablo Milanés, Joan Manuel Serrat i Charly García. Esment especial mereix la versió del tema «Un beso y una flor», populariztada per Nino Bravo el 1972 i «Las dos caras del amor» una traducció lliure de la cançó «Somebody to love» del grup Queen.
Al juliol de 2011 en una nota d'opinió on es va expressar en contra de l'elecció de Mauricio Macri sin suscribir los dichos defendieron el derecho de libre expresión de Fito.

### El Sacrificio, Yo te Amo, Dreaming Rosario i Rock and Roll Revolution (2012-2015)
A principis de 2012 es va publicar el disc Mormazo de Dani Umpi, que conté la cançó «El tiempo pasar», de Umpi, en la que hi col·laboren Páez i la cantant peruana.
A mitjan 2012, Páez va presentar la seva gira Veinte años después del amor, que el porta a tocar a Cuba, Xile, Costa Rica, Veneçuela, Colòmbia, el Brasil, l'Uruguai, Perú, Paraguai, Bolívia, Mèxic, El Salvador, Nicaragua, Hondures, Panamà, Espanya, Israel, Regne Unit, França, i també a les ciutats de Buenos Aires, Mendoza, Rosario, Tucumán i Còrdova de la República Argentina.
En 2013 Páez va obtenir un altre al Millor Àlbum de Rock Vocal, per "El mundo cabe en una canción". Cerati i Páez van ser els únics argentins premiats en la vuitena edició dels premis Grammy Llatins, atorgats a Las Vegas.
Al febrer de 2014 el músic rosarino es va presentar en el LV Festival Internacional de la Cançó de Viña del Mar, on va ser aclamat pel públic. Malgrat sortir a escena molt tard per la matinada, Páez va desenvolupar un espectacle d'alta qualitat amb matisos de jazz i rock.
Al juliol de 2014 va donar a conèixer el primer senzill del seu àlbum Rock and roll Revolution en homenatge a Charly García. El 9 d'agost surt finalment al mercat l'àlbum en format digital a través de Itunes i en edició especial física.

### Locura total, La ciudad liberada i La conquista del Espacio (2015-2020)

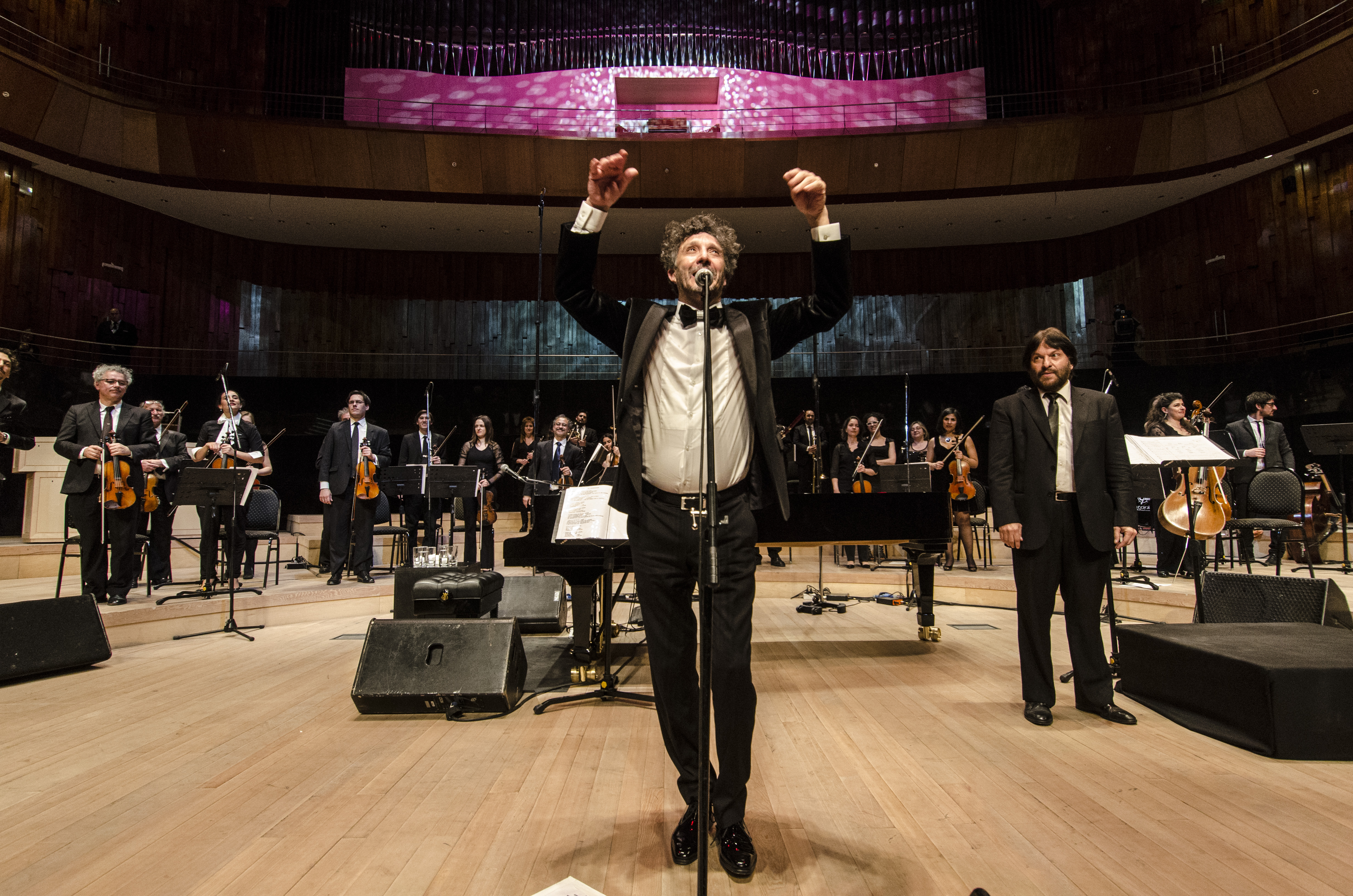
Fito Páez amb la Kashmir Orchestra sl CCK

El 21 d'agost de 2015 es va publicar nou treball discogràfic, Locura total, gravat juntament amb el músic brasiler Paulinho Moska, en la seva primera gravació en col·laboració en disset anys. El disc va ser gravat en Buenos Aires, Rio de Janeiro i Miami, i va comptar amb la producció de Liminha, productor d'artistes emblemàtics de la música brasilera com Os Paralamas do Sucesso o Ed Motta.
Durant 2015 va realitzar la gira 30 años de Giros, en celebració de l’aniversari de l’emblemàtic àlbum Giros.
Al juny de 2017 va començar la gravació del seu àlbum de caràcter electrònic i experimental titulat La ciudad liberada generant controvèrsia immediatament per la portada d'aquest, on Fito surt maquillat i amb el cos d'una dona nua. El disc, de 18 cançons en 70 minuts de durada, va ser aclamat per la crítica. D'aquest àlbum van sortir els senzills i videoclips Aleluya al sol, Tu vida mi vida, i La ciudad liberada. El tema Tu vida mi vida, va guanyar el premi a la millor cançó rock de l'any en els Grammy Llatí 2018.
Durant 2019 grava un nou àlbum en el mític Capitol Studios, a Los Angeles, i compta amb la participació de grans artistes internacionals. El 13 de març de 2020 Fito Páez celebra el seu aniversari número 57, i llança La conquista del espacio el seu àlbum número vint-i-tres. El disc té una empremta internacional, considerant que va ser gravat en Capitol Studios, el temple creatiu de les més importants figures de la música situat a Los Angeles, i en el qual van participar músics com Abe Laboriel, bateria de Paul McCartney, l'argentí Guillermo Vadalá i l'orquestra simfònica de Nashville. El nou material compta amb nou cançons inèdites i va ser registrat pel reconegut enginyer de gravació argentí Gustavo Borner, guanyador de 16 Grammys.
El seu primer senzill és "Resucitar", ttema que va donar a conèixer els primers dies de febrer acompanyat d'un videoclip llançat al març.

### TrilogiaLos Años Salvajes, sèrie biogràfica i regravació d'El Amor Después del Amor(2021 - presente)
En 2021 va fer una aparició especial en el programa de televisió d’ eltrece, Showmatch La Academia. Saludant a la seva exparella (Romina Ricci) que concursava en el programa i a la seva filla que era aquí present. Romina estava fent una imitació del mateix (Fito) en la ronda d'imitacions.
Al novembre de 2021, llança Los años salvajes; el primer d'una trilogia d'àlbums compost durant la pandèmia. Inclou noves cançons inèdites, gravades al costat de músics de primer nivell en els estudis Igloo Music (Burbank, Califòrnia), EastWest Studios (Hollywood, Califòrnia) i El Mostro de la Laguna (Lobos, Província de Buenos Aires). Fou produït per Fito Páez, Diego Olivero y Gustavo Borner. Vamos a lograrlo, Los años salvajes, Lo mejor de nuestras vidas, i La música de los sueños de tu juventud foren els senzills.
El segon àlbum, Futurología Arlt (2022), és instrumental i va ser gravat per Páez al costat de l'Orquestra Simfònica Nacional Txeca en el que significa el seu primer àlbum orquestral. El tercer, The golden light (2022), també inclou cançons inèdites, però gravades per Fito només amb el seu piano.
En 2022 va iniciar la gira "El Amor 30 años Después del Amor Tour", com a celebració de l'aniversari del llançament del disc El amor después del amor, de 1992. La gira va començar amb 8 concerts a Buenos Aires i, en l'àmbit internacional amb presentacions als Estats Units, Veneçuela, Espanya, Xile i l'Uruguai. Al maig de 2023 llança un nou àlbum, EADDA9223 una regravació de l'àlbum El amor después del amor amb noves versions de cada tema i amb convidats estel·lars com Chico Buarque, Mon Laferte, Marisa Monte, Estrella Morente, Elvis Costello, David Lebón, Nathy Peluso i molts més.

## Carrera cinematogràfica
La primera referència de Fito Páez data de 1987, quan el director Fernando Spiner ―inspirat en l'LP Ciudad de pobres corazones, i a través d'un migmetratge concebut per a la televisió― «conta una violenta història, on va lligant tots els temi del disc acompanyada d'un esquinçador lliurament escènic del músic».
Posteriorment, Páez va participar com a intèrpret en dues pel·lícules de Pino Solanas: Sur (1988) i El viaje (1992); en aquesta última, apareix breument fent el paper de si mateix, com un músic idealista.
En 1993 va dirigir el seu primer migmetratge: La balada de Donna Helena, un relat sòrdid que recrea submons infernals.
Aquest mateix any va aparèixer en la pel·lícula De eso no se habla, de María Luisa Bemberg.
En 2001 ―després d'una llarga cerca de finançament― Páez va debutar com director de cinema amb el seu primer llargmetratge, que va titular Vidas privadas. El guió va ser escrit pel propi Páez en col·laboració amb Alan Pauls, i es desenvolupa durant la última dictadura militar argentina (1976-1983), tocant temes com la adopció i el incest. Cecilia Roth i Gael García Bernal van ser els protagonistes principals de la pel·lícula. Fito va declarar que aquesta pel·lícula s'emmarca en una necessitat vital de contar històries i transmetre experiències que amb les cançons era impossible recrear.
La pel·lícula no va obtenir el favor de la crítica ni del públic. Es diu que la filmació va contribuir a la ruptura de la relació sentimental entre Fito i Cecilia Roth, pels conflictes de personalitats que es van produir en el rodatge i la sobreexposició emocional de la parella. A part d'això, el finançament de diversos productors va ser retirat abans de començar a rodar la pel·lícula, per la qual cosa el músic va acabar comprometent en aquest projecte part dels seus béns.
En 2007 va estrenar ¿De quién es el portaligas?, el seu tercer projecte cinematogràfic com a director i guionista. La pel·lícula va ser rodada a Rosario i La Cumbre. És una espècie de comèdia d'embolics sobre tres noies de vint anys dels anys vuitanta; amb un repartiment encapçalat per Julieta Cardinali, Romina Ricci i Leonora Balcarce.
La crítica no va dubtar a comparar-la amb l'estètica d'alguns treballs de Pedro Almodóvar, realçant la bona feina actoral i un guió eficaç.
Només va durar una mica més d'una setmana en les cartelleres dels cinemes més importants de la capital argentina, arribant a escalar el vuitè lloc en la llista de recaptacions, amb una assistència de públic pròxima a 10 500 espectadors.
En 2009, el director Fernando Rubio ―amb la producció de Gastón Pauls― va filmar Las manos al piano, un treball minuciós sobre la relació amorosa de Fito Páez amb el piano; a més, presenta aspectes sobre la seva vida i la seva família.
El documental va ser estrenat dins de la 31a edició del Festival del Nou Cinema Llatinoamericà, en l'Havana i es va gravar mentrestant, produïa en la seva pròpia casa, el disc Rodolfo (2007).
El 2011 escriu i dirigeix el videoclip Las trémulas canciones, de la banda argentina Estelares, on hi apareixen Vera Spinetta i Romina Ricci.

## Vida privada
Fito Páez ha tingut quatre relacions sentimentals formals, dos fills (Martín i Margarita Páez), totes han estat lligades al món artístic. Malgrat les ruptures amb Fabiana Cantilo, Romina Ricci i Cecilia Roth, manté amb elles una estreta i constructiva relació d'afecte i respecte mutu.
La seva primera relació va ser amb la cantant Fabiana Cantilo, qui ho va acompanyar en l'etapa creativa inicial que comprèn la gravació de sis àlbums d'estudi i, en el seu pitjor moment, en l'assassinat de les seves ties en Rosario. Es van conèixer en 1983, quan Fito va ser cridat a participar en la banda de Charly García. En 1990 se separen, després d'una ruptura anunciada en les cançons del disc Ey! (1988), i posteriorment confirmada amb les cançons "Dale Alegría A Mi Corazón" i "Fue Amor", ambdues de, Tercer mundo (1990).
En 1991, en l'Uruguai, Fito Páez va conèixer a l'actriu Cecilia Roth que en aquells dies era una dona casada. Vuit mesos més tard, després del divorci de l'actriu, el músic va començar una relació sentimental que va aconseguir gran notorietat.
Fito va mantenir aquesta relació prop de deu anys i, una vegada formalitzada l'adopció del seu fill Martín el 1999, després de vuit anys, decideixen casar-se. El 23 de desembre d'aquest any, sota un total hermetisme, la parella es va dirigir al Registre Civil, previ avís a un parell de coneguts seus, i van contreure matrimoni. La festa va ser molt íntima, i es va dur a terme en el departament que compartien.
És a partir d'aquest moment que comença un refredament de la relació. En l'àlbum Rey sol (2000), diverses cançons presagien el començament de la fi, que s'aguditza en el rodatge de la pel·lícula Vidas Privadas (2001), on la parella va començar un distanciament definitiu que es materialitzaria en 2002.
Després de separar-se de Cecilia Roth, va conèixer a la també actriu Romina Ricci, 15 anys menor que ell, amb qui va tenir a la seva filla en 2004, a qui van anomenar Margarita en honor a la mamà de Páez, la pianista Margarita Zulema. Ricci va ser part de la inspiració del disc El Mundo Cabe En Una Canción (2006), la cançó "Rollinga O Miranda Girl" és una al·lusió als sentiments de l'autor per l'actriu; igual que la seva pel·lícula de 2007, on ella va interpretar el personatge principal. La parella es va separar tres anys després.}}
Entre principis de 2012 i finals de 2013 va tenir una relació amb l'advocada i periodista Julia Mengolini.
Des de 2014 manté una relació amb l'actriu Eugenia Kolodziej.

## Discografia

### Àlbums d’estudi
- Del 63 (1984)
- Giros (1985)
- La La La aaamb Luis Alberto Spinetta (1986)
- Ciudad de pobres corazones (1987)
- Ey! (1988)
- Tercer mundo (1990)
- El amor después del amor (1992)
- Circo Beat (1994)
- Enemigos íntimos amb Joaquín Sabina (1998)
- Abre (1999)
- Rey Sol (2000)
- Naturaleza sangre (2003)
- Moda y pueblo (2005)
- El mundo cabe en una canción (2006)
- Rodolfo (2007)
- Confiá (2010)
- Canciones para aliens (2011)
- El sacrificio (2013)
- Dreaming Rosario (2013)
- Yo te amo (2013)
- Rock and Roll Revolution (2014)
- Locura total amb Paulinho Moska (2015)
- La ciudad liberada (2017)
- La conquista del espacio (2020)
- Los años salvajes (2021)
- Futurología Arlt (2022)
- The Golden Light (2022)
- EADDA9223 (2023)

### Àlbums en directe
- Euforia (1996)
- Mi vida con ellas (2004)
- No sé si es Baires o Madrid (2008)
- El amor después del amor 20 años (2012)

### Maxisenzills
- Corazón clandestino (1986)

### Bootlegs
- Café de las artes, Baglietto, Páez, Goldin y Garre (1981).
- Staff EP (1981).
- Chapa y pintura pe Páez Vadalá (1990).
- Novela (1990).
- Acústico (1996).
- Fito en Miami (2001).
- Fito en Rosario (2010).

## Filmografia

### Com a director i guionista
- La balada de Donna Helena (1994)
- Vidas privadas (2001)
- ¿De quién es el portaligas? (2007)

### Com a intèrpret
- Sur (1988) de Fernando E. Solanas.
- El viaje (1992) de Fernando E. Solanas.
- De eso no se habla (1993) de María L. Bemberg.
- Historias de Argentina en vivo (2001) de Cristian Bernard, Israel A. Caetano, Albertina Carri, Eduardo Capilla, Gregorio Cramer, Gabriel J. Fernández, Flavio Nardini, Miguel Pereira, Marcelo Piñeyro, Jorge Polaco, Gustavo Postiglione, Fernando Spiner, Bruno Stagnaro i Andrés Di Tella.
- ¡Que sea rock! (2006) de director Sebastián Schindel.
- La peli (2007) de Gustavo Postiglione.
- Tiempos compulsivos (2012-2013).

### Altres participacions a pel·lícules
- Cameo a Todo sobre mi madre (1999) de Pedro Almodóvar.

### Vídeos musicals
| - "Giros" (1985). - "Ciudad De Pobres Corazones" (1987). - "Bailando Hasta Que Se Vaya La Noche" (1987). - "Nada Más Preciado Para Mí" (1987). - "Dando Vueltas En El Aire" (1987). - "Fuga En Tabú" (1987). - "Gente Sin Swing" (1987). - "A Las Piedras De Belén" (1987). - "De 1920" (1987). - "Ámbar Violeta" (1987). - "Track Track" (1987). - "Sólo Los Chicos" (1988). - "Por Siete Vidas (Cacería)" (1988). - "Tercer Mundo" (1990). - "Fue Amor" (1990). - "Tumbas de la Gloria" (1992). - "Sasha, Sissí Y El Círculo De Baba" (1992). - "Balada De Donna Helena" (1992). - "El amor después del amor" (1992). | - "Mariposa tecknicolor" (1994). - "Circo Beat" (1995). - "She's Mine" (1995). - "Soy Un Hippie" (1995). - "Cadáver Exquisito" (1996). - "11 y 6" (1996). - "Llueve sobre mojado" amb Joaquín Sabina (1998). - "Al Lado Del Camino" (1999). - "Dos En La Ciudad" (1999). - "Es Solo Una Cuestión De Actitud" (2000). - "El Diablo De Tu Corazón" (2000). - "Nuevo" (2003). - "Volver A Mí" (2003). - "Bello Abril" (2004). - "Enloquecer" (2006). - "Eso Que Llevas Ahí" (2006). - "Si Es Amor" (2007). - "El Cuarto De Al Lado" (2007). - "Tiempo Al Tiempo" (2010). | - "Confiá" (2010). - "London Town" (2010). - "Ne Me Quitte Pas" (2013). - "Margarita" (2014). - "La Canción Del Soldado Y Rosita Pazos" (2014). - "Tendré Que Volver A Amar" (2014). - "Los Días De Sonrisas, Vino Y Flores" (2015). - "Hermanos" con Paulinho Moska (2015). - "Aleluya Al Sol" (2017). - "Tu Vida Mi Vida" (2018). - "La Ciudad Liberada" (2018). - "Resucitar" (2020). - "La Canción De Las Bestias" (2020). - "Gente En La Calle" con Lali (2021). - "Lo Mejor De Nuestras Vidas" (2021). - "La Música De Los Sueños De Tu Juventud" (2022). - "Los Años Salvajes" con Fabiana Cantilo (2022). - "Brillante Sobre El Mic" amb Ángela Aguilar (2023). |

## Llibres
- La puta diabla (2013). Editorial Mansalva.[46]
- Diario de viaje (2015). Editorial Planeta.[47]
- Los días de Kirchner (2018). Editorial Planeta.[48]
- Infancia & Juventud. Autobiografía (2023). Editorial TIMUN MAS.[49]

## Premis i nominacions

### Premis Grammy
| Any  | Categoria                                   | Treball                  | Resultat  | Ref.   |
| ---- | ------------------------------------------- | ------------------------ | --------- | ------ |
| 2001 | Best latin rock, urban or alternative album | Abre                     | Nominat   | [ 50 ] |
| 2021 | Best latin rock, urban or alternative album | La conquista del espacio | Guanyador | [ 50 ] |
| 2023 | Best latin rock, urban or alternative album | Los años salvajes        | Nominat   | [ 50 ] |
| 2024 | Best latin rock, urban or alternative album | EADDA9223                | Nominat   | [ 50 ] |

### Premis Grammy Llatins
| Any  | Categoria                                 | Treball                          | Resultat                       | Ref.   |
| ---- | ----------------------------------------- | -------------------------------- | ------------------------------ | ------ |
| 2000 | Millor àlbum de rock vocal solista        | Abre                             | Nominat                        | [ 51 ] |
| 2000 | Cançó de l'any                            | «Al lado del camino»             | Nominat                        | [ 51 ] |
| 2000 | Millor interpretació vocal rock masculina | «Al lado del camino»             | Guanyador                      | [ 51 ] |
| 2000 | Millor cançó de rock                      | «Al lado del camino»             | Guanyador                      | [ 51 ] |
| 2001 | Millor àlbum de rock vocal solista        | Rey Sol                          | Nominat                        | [ 51 ] |
| 2001 | Millor cançó de rock                      | «El diablo de tu corazón»        | Nominat                        | [ 51 ] |
| 2001 | Millor vídeo musical versió curta         | «El diablo de tu corazón»        | Nominat                        | [ 51 ] |
| 2004 | Millor àlbum de rock vocal solista        | Naturaleza sangre                | Nominat                        | [ 51 ] |
| 2005 | Millor àlbum de rock vocal solista        | Mi vida con ellas                | Nominat                        | [ 51 ] |
| 2005 | Millor cançó de rock                      | «Polaroid de locura ordinaria»   | Nominat                        | [ 51 ] |
| 2007 | Millor àlbum de rock vocal solista        | El mundo cabe en una canción     | Guanyador                      | [ 51 ] |
| 2008 | Millor àlbum cantautor                    | Rodolfo                          | Guanyador                      | [ 51 ] |
| 2009 | Millor àlbum de pop vocal masculí         | No sé si es Baires o Madrid      | Guanyador                      | [ 51 ] |
| 2013 | Millor vídeo musical versió llarga        | El amor después del amor 20 años | Nominat                        | [ 51 ] |
| 2016 | Cançó de l'any                            | «Hermanos» con Paulinho Moska    | Nominat                        | [ 51 ] |
| 2018 | Cançó de l'any                            | «Tu vida, mi vida»               | Nominat                        | [ 51 ] |
| 2018 | Millor cançó de rock                      | «Tu vida, mi vida»               | Guanyador                      | [ 51 ] |
| 2020 | àlbum de l'any                            | La conquista del espacio         | Nominat                        | [ 51 ] |
| 2020 | Millor àlbum pop/rock                     | La conquista del espacio         | Guanyador                      |        |
| 2020 | Millor cançó de pop/rock                  | «La canción de las bestias»      | Guanyador                      |        |
| 2021 | Premi a l'Excel·lència musical            | Premi a l'Excel·lència musical   | Premi a l'Excel·lència musical | [ 52 ] |
| 2022 | Millor àlbum pop/rock                     | Los años salvajes                | Guanyador                      | [ 53 ] |
| 2022 | Millor cançó de pop/rock                  | «Babel»                          | Guanyador                      | [ 53 ] |
| 2022 | Millor cançó de rock                      | «Lo mejor de nuestras vidas»     | Guanyador                      | [ 53 ] |
| 2023 | àlbum de l'any                            | EADDA9223                        | Nominat                        |        |

### Premis Carlos Gardel
| Any  | Categoria                                       | Treball                                                    | Resultat  | Ref.          |
| ---- | ----------------------------------------------- | ---------------------------------------------------------- | --------- | ------------- |
| 2000 | àlbum de l'any                                  | Abre                                                       | Nominat   | [ 54 ]        |
| 2000 | Millor artista de rock                          | Abre                                                       | Nominat   | [ 54 ]        |
| 2000 | Cançó de l'any                                  | «Al lado del camino»                                       | Nominat   | [ 54 ]        |
| 2001 | Artista de rock                                 | Rey sol                                                    | Guanyador | [ 55 ] [ 56 ] |
| 2001 | Millor disseny de portada                       | Rey sol                                                    | Nominat   | [ 55 ] [ 56 ] |
| 2001 | Millor vídeoclip                                | «El diablo de tu corazón»                                  | Guanyador | [ 55 ] [ 56 ] |
| 2005 | Millor àlbum artista de rock                    | Mi vida con ellas                                          | Nominat   |               |
| 2006 | Millor àlbum artista masculí de rock            | Moda y pueblo                                              | Nominat   | [ 57 ]        |
| 2007 | Millor ienginyeria de gravació                  | El mundo cabe en una canción                               | Nominat   | [ 58 ]        |
| 2007 | Millor disseny de portada                       | El mundo cabe en una canción                               | Nominat   | [ 58 ]        |
| 2008 | Millor àlbum artista de rock                    | Rodolfo                                                    | Nominat   | [ 59 ]        |
| 2009 | Millor àlbum artista cançón testimonial d’autor | No sé si es Baires o Madrid                                | Guanyador | [ 60 ]        |
| 2009 | Millor DVD                                      | No sé si es Baires o Madrid                                | Nominat   | [ 61 ]        |
| 2015 | Millor àlbum artista de rock                    | Rock and Roll Revolution                                   | Nominat   | [ 62 ]        |
| 2018 | Millor àlbum artista masculí de rock            | La ciudad liberada                                         | Nominat   | [ 63 ]        |
| 2018 | Millor disseny de portada                       | La ciudad liberada                                         | Nominat   | [ 63 ]        |
| 2019 | Millor àlbum banda de so de cinema/televisió    | Camino sinuoso                                             | Nominat   | [ 64 ]        |
| 2021 | àlbum de l'any                                  | La conquista del espacio                                   | Guanyador | [ 65 ]        |
| 2021 | Millor àlbum artista de rock                    | La conquista del espacio                                   | Guanyador | [ 65 ]        |
| 2021 | Millor enginyeria de gravació                   | La conquista del espacio                                   | Guanyador | [ 65 ]        |
| 2021 | Productor de l'any                              | La conquista del espacio                                   | Guanyador | [ 65 ]        |
| 2021 | Cançó de l'any                                  | «La canción de las bestias»                                | Nominat   | [ 65 ]        |
| 2021 | Millor cançó de dueto/colaboración              | «Gente en la calle» (amb Lali)                             | Nominat   | [ 65 ]        |
| 2022 | Millor àlbum artista de rock                    | Los años salvajes                                          | Nominat   | [ 66 ]        |
| 2023 | Millor àlbum cançó d’autor                      | The Golden Light                                           | Nominat   | [ 67 ]        |
| 2023 | Millor àlbum conceptual                         | Futurología Arlt                                           | Guanyador | [ 67 ]        |
| 2023 | Millor àlbum instrumental fusió World Music     | Futurología Arlt                                           | Nominat   | [ 67 ]        |
| 2023 | Millor vídeoclip curt                           | «Los años salvajes»                                        | Nominat   | [ 67 ]        |
| 2024 | àlbum de l'any                                  | EADDA9223                                                  | Pendent   | [ 68 ]        |
| 2024 | Enginyeria de gravació                          | EADDA9223                                                  | Pendent   | [ 68 ]        |
| 2024 | Productor de l'any                              | EADDA9223                                                  | Pendent   | [ 68 ]        |
| 2024 | Millor àlbum artista de rock                    | EADDA9223                                                  | Pendent   | [ 68 ]        |
| 2024 | Gravació de l'any                               | «La rueda mágica» (amb Andrés Calamaro & Conociendo Rusia) | Pendent   | [ 68 ]        |

### Premis Heat Latin Music
| Any  | Categoria           | Treball    | Resultat | Ref.   |
| ---- | ------------------- | ---------- | -------- | ------ |
| 2021 | Millor artista rock | Ell mateix | Nominat  | [ 69 ] |
| 2022 | Millor artista rock | Ell mateix | Nominat  | [ 70 ] |
| 2023 | Millor artista rock | Ell mateix | Nominat  | [ 71 ] |

### Premis Konex
| Any  | Premi            | Disciplina                 | Cita   |
| ---- | ---------------- | -------------------------- | ------ |
| 1995 | Konex de platí   | Autor / compositor de rock | [ 72 ] |
| 2005 | Diploma al mèrit | Autor / compositor de rock | [ 73 ] |
| 2015 | Diploma al mèrit | Solista masculí de pop     | [ 74 ] |

## Premis i homenatges especials
Fito Páez va rebre el premi internacional Màster Of Latin Music atorgat pel Berklee College Of Music, sent el primer músic de rock d'Amèrica Llatina a rebre-ho. L'homenatge va tenir lloc el 9 de juny de 2015 a Boston.

## Sèrie
El 2023 Netflix va llançar la sèrie El amor después del amor, basada en els primers trenta anys de vida de Fito Páez.